# Diócesis de Kalibo
La diócesis de Kalibo (en latín: Dioecesis Kalibensis, en inglés: Roman Catholic Diocese of Kalibo y en cebuano: Dyosesis sa Kalibo) es una circunscripción eclesiástica de la Iglesia católica en Filipinas. Se trata de una diócesis latina, sufragánea de la arquidiócesis de Cápiz. Desde el 16 de junio de 2025 la diócesis se encuentra en sede vacante, cuando el papa León XIV aceptó la renuncia de Jose Corazon Tumbagahan Tala-oc como obispo de su diócesis.

## Territorio y organización
La diócesis tiene 1817 km² y extiende su jurisdicción sobre los fieles católicos de rito latino residentes en la provincia de Aclán, ubicada en la isla de Panay, en la región de Bisayas Occidentales.
La sede de la diócesis se encuentra en la ciudad de Kalibo, en donde se halla la Catedral de San Juan Bautista.
En 2019 en la diócesis existían 24 parroquias.

## Historia
La diócesis fue erigida el 17 de enero de 1976 con la bula Animarum utilitas del papa Pablo VI, separando territorio de la diócesis de Cápiz, que simultáneamente fue elevada al rango de arquidiócesis metropolitana.

## Estadísticas
Según el Anuario Pontificio 2020 la diócesis tenía a fines de 2019 un total de 645 320 fieles bautizados.
| Año                                                                             | Población            | Población | Población      | Sacerdotes | Sacerdotes    | Sacerdotes    | Bautizados por sacerdote | Diáconos permanentes | Religiosos | Religiosos | Parroquias |
| Año                                                                             | Bautizados católicos | Total     | % de católicos | Total      | Clero secular | Clero regular | Bautizados por sacerdote | Diáconos permanentes | Varones    | Mujeres    | Parroquias |
| ------------------------------------------------------------------------------- | -------------------- | --------- | -------------- | ---------- | ------------- | ------------- | ------------------------ | -------------------- | ---------- | ---------- | ---------- |
| 1980                                                                            | 307 687              | 327 340   | 94.0           | 31         | 31            |               | 9925                     |                      |            | 11         | 20         |
| 1990                                                                            | 351 809              | 402 337   | 87.4           | 37         | 36            | 1             | 9508                     |                      | 2          | 43         | 21         |
| 1999                                                                            | 366 212              | 450 101   | 81.4           | 44         | 43            | 1             | 8323                     |                      | 1          | 55         | 22         |
| 2000                                                                            | 398 579              | 458 782   | 86.9           | 45         | 44            | 1             | 8857                     |                      | 1          | 57         | 22         |
| 2001                                                                            | 404 671              | 465 782   | 86.9           | 46         | 45            | 1             | 8797                     |                      | 1          | 57         | 23         |
| 2002                                                                            | 414 671              | 472 782   | 87.7           | 52         | 51            | 1             | 7974                     |                      | 4          | 61         | 23         |
| 2003                                                                            | 424 234              | 483 282   | 87.8           | 53         | 52            | 1             | 8004                     |                      | 4          | 62         | 23         |
| 2004                                                                            | 433 287              | 492 335   | 88.0           | 54         | 53            | 1             | 8023                     |                      | 3          | 57         | 23         |
| 2006                                                                            | 454 903              | 513 951   | 88.5           | 59         | 58            | 1             | 7710                     |                      | 4          | 52         | 24         |
| 2011                                                                            | 536 000              | 576 000   | 93.1           | 66         | 65            | 1             | 8121                     |                      | 4          | 49         | 23         |
| 2013                                                                            | 584 000              | 597 000   | 97.8           | 69         | 68            | 1             | 8463                     |                      | 4          | 51         | 24         |
| 2016                                                                            | 615 000              | 824 000   | 74.6           | 78         | 77            | 1             | 7884                     |                      | 4          | 59         | 24         |
| 2019                                                                            | 645 320              | 864 200   | 74.7           | 76         | 75            | 1             | 8491                     |                      | 4          | 54         | 24         |
| Fuente: Catholic-Hierarchy, que a su vez toma los datos del Anuario Pontificio. |                      |           |                |            |               |               |                          |                      |            |            |            |

## Episcopologio
- Juan Nicolasora Nilmar † (3 de junio de 1976-21 de noviembre de 1992 retirado)
- Gabriel Villaruz Reyes (21 de noviembre de 1992-7 de diciembre de 2002 nombrado obispo de Antipolo)
- Jose Romeo Orquejo Lazo (15 de noviembre de 2003-21 de julio de 2009 nombrado obispo de San José de Antique)
- Jose Corazon Tumbagahan Tala-oc (25 de mayo de 2011 - 16 de junio de 2025)